# Protocalliphora rognesi
Protocalliphora rognesi är en tvåvingeart som beskrevs av Thompson 1994. Protocalliphora rognesi ingår i släktet Protocalliphora och familjen spyflugor.
Artens utbredningsområde är Tyskland. Enligt den svenska rödlistan är arten nära hotad i Sverige. Arten förekommer i Götaland, Svealand, Nedre Norrland och Övre Norrland. Artens livsmiljö är stadsmiljö, våtmarker, jordbrukslandskap. Inga underarter finns listade i Catalogue of Life.